# A25 (motorväg, Belgien)
För andra betydelser, se A25.

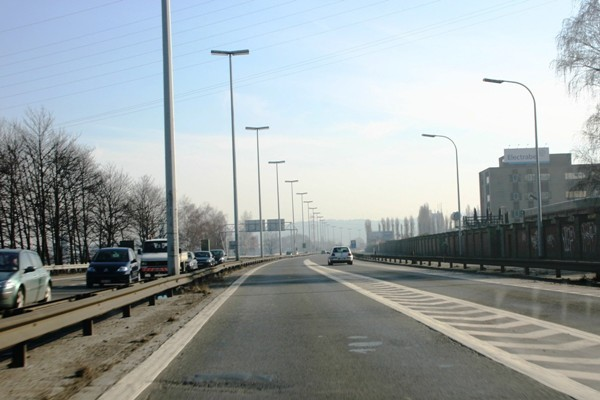
A25 vid Visé

A25 är en motorväg i Belgien som går mellan Liège och gränsen till Nederländerna. Motorvägen går via Visé.
Vägen är skyltad som E25.